# Ligue D de la Ligue des nations de l'UEFA 2018-2019
Navigation
Ligue D 2020-2021
La Ligue D de la Ligue des nations 2018-2019 est la quatrième division de la Ligue des nations 2018-2019, première édition d'une compétition impliquant les équipes nationales masculines des 55 associations membres de l'UEFA.

## Format
La Ligue D se compose des associations classées de la quarantième à la cinquante cinquième place au coefficient UEFA des nations, et se divise en quatre groupes de quatre équipes. Initialement, seuls les vainqueurs de chaque groupe étaient promus en Ligue C pour la saison 2020-2021, mais un changement dans le format de l'édition 2020-2021 décidé en septembre 2019 promeut également les deuxièmes et le meilleur troisième.
De plus, la Ligue D permet l'attribution d'une des quatre places qualificatives pour le championnat d'Europe de football 2020 par le biais de barrages : les quatre équipes de ligue D les mieux classées ayant échoué à la qualification à l'issue de la phase éliminatoire de l'Euro 2020 prennent part à des barrages, dont le vainqueur sera qualifié pour la compétition.
Les barrages consistent en deux demi-finales en confrontation unique qui voient, dans chaque ligue, l'équipe la mieux classée affronter la quatrième équipe la mieux classée, et la deuxième équipe la mieux classée affronter la troisième équipe la mieux classée, les matchs se jouant sur le terrain du meilleur classé ; suivies d'une finale entre les deux vainqueurs des demi-finales.

### Tirage au sort
Les équipes sont attribuées à la Ligue D en fonction de leur coefficient UEFA à l'issue de la phase de groupes des éliminatoires de la Coupe du monde 2018 le 11 octobre 2017. Celles-ci sont reparties en quatre chapeaux de quatre équipes, placées selon leur coefficient.
Le tirage au sort de la phase de ligue aura lieu au SwissTech Convention Center de Lausanne, le 24 janvier 2018.
| Équipe            | Coeff  | Classement |
| ----------------- | ------ | ---------- |
| Azerbaïdjan       | 17,761 | 40         |
| Macédoine du Nord | 17,071 | 41         |
| Biélorussie       | 16,868 | 42         |
| Géorgie           | 16,523 | 43         |

| Équipe     | Coeff  | Classement |
| ---------- | ------ | ---------- |
| Arménie    | 15,846 | 44         |
| Lettonie   | 15,821 | 45         |
| Îles Féroé | 15,490 | 46         |
| Luxembourg | 14,231 | 47         |

| Équipe        | Coeff  | Classement |
| ------------- | ------ | ---------- |
| Kazakhstan    | 13,431 | 48         |
| Moldavie      | 13,130 | 49         |
| Liechtenstein | 10,950 | 50         |
| Malte         | 10,870 | 51         |

| Équipe      | Coeff  | Classement |
| ----------- | ------ | ---------- |
| Andorre     | 10,240 | 52         |
| Kosovo      | 9,950  | 53         |
| Saint-Marin | 8,190  | 54         |
| Gibraltar   | 7,550  | 55         |

## Groupes
Légende des classements
- Promotion en Ligue C

### Groupe 1
| Rang | Équipe     | Pts | J | G | N | P | Bp | Bc | Diff |  | Résultats (▼ dom., ► ext.) |     |     |     |     |
| ---- | ---------- | --- | - | - | - | - | -- | -- | ---- |  | -------------------------- | --- | --- | --- | --- |
| 1    | Géorgie    | 16  | 6 | 5 | 1 | 0 | 12 | 2  | +10  |  | Géorgie                    |     | 2-1 | 1-0 | 3-0 |
| 2    | Kazakhstan | 6   | 6 | 1 | 3 | 2 | 8  | 7  | +1   |  | Kazakhstan                 | 0-2 |     | 1-1 | 4-0 |
| 3    | Lettonie   | 4   | 6 | 0 | 4 | 2 | 2  | 6  | -4   |  | Lettonie                   | 0-3 | 1-1 |     | 0-0 |
| 4    | Andorre    | 4   | 6 | 0 | 4 | 2 | 2  | 9  | -7   |  | Andorre                    | 1-1 | 1-1 | 0-0 |     |

| 1re journée                 | Kazakhstan | 0 - 2   | Géorgie                           | Astana Arena, Astana                               |                                                    |
| 6 septembre 2018 16:00 CEST |            | (0 - 0) | 69e Chakvetadze · 74e (csc) Malyi | Spectateurs : 28 736 Arbitrage : Halil Umut Merler | Spectateurs : 28 736 Arbitrage : Halil Umut Merler |
| 6 septembre 2018 16:00 CEST | Rapport    |         |                                   | Spectateurs : 28 736 Arbitrage : Halil Umut Merler | Spectateurs : 28 736 Arbitrage : Halil Umut Merler |

|            | Lettonie | 0 - 0 | Andorre | Stade Daugava, Riga                           |                                               |
| 20:45 CEST |          |       |         | Spectateurs : 4 803 Arbitrage : Keith Kennedy | Spectateurs : 4 803 Arbitrage : Keith Kennedy |
| 20:45 CEST | Rapport  |       |         | Spectateurs : 4 803 Arbitrage : Keith Kennedy | Spectateurs : 4 803 Arbitrage : Keith Kennedy |

| 2e journée                  | Géorgie                | 1 - 0   | Lettonie | Stade Boris-Paichadze, Tbilissi                        |                                                        |
| 9 septembre 2018 18:00 CEST | Okriashvili 77e (pen.) | (0 - 0) |          | Spectateurs : 45 716 Arbitrage : Anastasios Papapetrou | Spectateurs : 45 716 Arbitrage : Anastasios Papapetrou |
| 9 septembre 2018 18:00 CEST | Rapport                |         |          | Spectateurs : 45 716 Arbitrage : Anastasios Papapetrou | Spectateurs : 45 716 Arbitrage : Anastasios Papapetrou |

| 10 septembre 2018 | Andorre        | 1 - 1   | Kazakhstan     | Estadi Nacional, Andorre-la-Vieille                     |                                                         |
| 20:45 CEST        | Aláez (en) 86e | (0 - 0) | 68e Logvinenko | Spectateurs : 1 235 Arbitrage : Vilhjálmur Thórarinsson | Spectateurs : 1 235 Arbitrage : Vilhjálmur Thórarinsson |
| 20:45 CEST        | Rapport        |         |                | Spectateurs : 1 235 Arbitrage : Vilhjálmur Thórarinsson | Spectateurs : 1 235 Arbitrage : Vilhjálmur Thórarinsson |

| 3e journée                 | Géorgie                             | 3 - 0   | Andorre | Stade Boris-Paichadze, Tbilissi                   |                                                   |
| 13 octobre 2018 18:00 CEST | Kazaishvili 33e 84e · Kankava 90+5e | (1 - 0) |         | Spectateurs : 35 124 Arbitrage : Leontios Trattou | Spectateurs : 35 124 Arbitrage : Leontios Trattou |
| 13 octobre 2018 18:00 CEST | Rapport                             |         |         | Spectateurs : 35 124 Arbitrage : Leontios Trattou | Spectateurs : 35 124 Arbitrage : Leontios Trattou |

|  | Lettonie            | 1 - 1   | Kazakhstan       | Stade Daugava, Riga                            |                                                |
|  | Karašausks (en) 40e | (1 - 1) | 16e Zaïnoutdinov | Spectateurs : 4 878 Arbitrage : Harald Lechner | Spectateurs : 4 878 Arbitrage : Harald Lechner |
|  | Rapport             |         |                  | Spectateurs : 4 878 Arbitrage : Harald Lechner | Spectateurs : 4 878 Arbitrage : Harald Lechner |

| 4e journée                 | Kazakhstan                                                                        | 4 - 0   | Andorre | Astana Arena, Astana                          |                                               |
| 16 octobre 2018 16:00 CEST | Seïdakhmet (en) 21e · Tourysbek (en) 39e · Gómes 61e (csc) · Mourtazaïev (en) 74e | (2 - 0) |         | Spectateurs : 19 854 Arbitrage : Serhiy Boyko | Spectateurs : 19 854 Arbitrage : Serhiy Boyko |
| 16 octobre 2018 16:00 CEST | Rapport                                                                           |         |         | Spectateurs : 19 854 Arbitrage : Serhiy Boyko | Spectateurs : 19 854 Arbitrage : Serhiy Boyko |

|            | Lettonie | 0 - 3   | Géorgie                                   | Stade Daugava, Riga                            |                                                |
| 20:45 CEST |          | (0 - 2) | 8e Kankava · 29e Gvilia · 61e Chakvetadze | Spectateurs : 3 185 Arbitrage : Petr Ardeleanu | Spectateurs : 3 185 Arbitrage : Petr Ardeleanu |
| 20:45 CEST | Rapport  |         |                                           | Spectateurs : 3 185 Arbitrage : Petr Ardeleanu | Spectateurs : 3 185 Arbitrage : Petr Ardeleanu |

| 5e journée                 | Kazakhstan          | 1 - 1   | Lettonie   | Astana Arena, Astana  |                       |
| 15 novembre 2018 16:00 CET | Suïimbaïev (en) 37e | (1 - 0) | 48e Rakels | Arbitrage : Jens Maae | Arbitrage : Jens Maae |
| 15 novembre 2018 16:00 CET | Rapport             |         |            | Arbitrage : Jens Maae | Arbitrage : Jens Maae |

|           | Andorre      | 1 - 1   | Géorgie        | Estadi Nacional, Andorre-la-Vieille |                           |
| 20:45 CET | Martínez 63e | (0 - 1) | 9e Chakvetadze | Arbitrage : Radu Petrescu           | Arbitrage : Radu Petrescu |
| 20:45 CET | Rapport      |         |                | Arbitrage : Radu Petrescu           | Arbitrage : Radu Petrescu |

| 6e journée                 | Andorre | 0 - 0 | Lettonie | Estadi Nacional, Andorre-la-Vieille |                              |
| 19 novembre 2018 18:00 CET |         |       |          | Arbitrage : Halil Umut Meler        | Arbitrage : Halil Umut Meler |
| 19 novembre 2018 18:00 CET | Rapport |       |          | Arbitrage : Halil Umut Meler        | Arbitrage : Halil Umut Meler |

|  | Géorgie                            | 2 - 1   | Kazakhstan         | Stade Boris-Paichadze, Tbilissi |                           |
|  | Merebashvili 59e · Chakvetadze 84e | (0 - 0) | 90e Ömirtaïev (en) | Arbitrage : Tiago Martins       | Arbitrage : Tiago Martins |
|  | Rapport                            |         |                    | Arbitrage : Tiago Martins       | Arbitrage : Tiago Martins |

### Groupe 2
| Rang | Équipe      | Pts | J | G | N | P | Bp | Bc | Diff |  | Résultats (▼ dom., ► ext.) |     |     |     |     |
| ---- | ----------- | --- | - | - | - | - | -- | -- | ---- |  | -------------------------- | --- | --- | --- | --- |
| 1    | Biélorussie | 14  | 6 | 4 | 2 | 0 | 10 | 0  | +10  |  | Biélorussie                |     | 1-0 | 0-0 | 5-0 |
| 2    | Luxembourg  | 10  | 6 | 3 | 1 | 2 | 11 | 4  | +7   |  | Luxembourg                 | 0-2 |     | 4-0 | 3-0 |
| 3    | Moldavie    | 9   | 6 | 2 | 3 | 1 | 4  | 5  | -1   |  | Moldavie                   | 0-0 | 1-1 |     | 2-0 |
| 4    | Saint-Marin | 0   | 6 | 0 | 0 | 6 | 0  | 16 | -16  |  | Saint-Marin                | 0-2 | 0-3 | 0-1 |     |

| 1re journée                 | Biélorussie                                                          | 5 - 0   | Saint-Marin | Stade Dinamo, Minsk                             |                                                 |
| 8 septembre 2018 18:00 CEST | Stassevitch 4e · Dragun 26e 87e · Saroka 67e (pen.) · Kovaliov 90+1e | (2 - 0) |             | Spectateurs : 13 634 Arbitrage : Sandro Schärer | Spectateurs : 13 634 Arbitrage : Sandro Schärer |
| 8 septembre 2018 18:00 CEST | Rapport                                                              |         |             | Spectateurs : 13 634 Arbitrage : Sandro Schärer | Spectateurs : 13 634 Arbitrage : Sandro Schärer |

|            | Luxembourg                                                   | 4 - 0   | Moldavie | Stade Josy-Barthel, Luxembourg             |                                            |
| 20:45 CEST | Malget 34e · O. Thill 59e · Sinani 75e · Martins Pereira 83e | (1 - 0) |          | Spectateurs : 2 956 Arbitrage : Rob Harvey | Spectateurs : 2 956 Arbitrage : Rob Harvey |
| 20:45 CEST | Rapport                                                      |         |          | Spectateurs : 2 956 Arbitrage : Rob Harvey | Spectateurs : 2 956 Arbitrage : Rob Harvey |

| 2e journée                   | Saint-Marin | 0 - 3   | Luxembourg                             | Stadio Olimpico, Serravalle               |                                           |
| 11 septembre 2018 20:45 CEST |             | (0 - 2) | 9e Chanot · 45+1e Joachim · 52e Sinani | Spectateurs : 794 Arbitrage : Filip Glova | Spectateurs : 794 Arbitrage : Filip Glova |

|  | Moldavie | 0 - 0 | Biélorussie | Stade Zimbru, Chișinău                      |
|  |          |       |             | Spectateurs : 4 942 Arbitrage : Mario Zebec |
|  | Rapport  |       |             |                                             |

| 3e journée                 | Biélorussie | 1 - 0   | Luxembourg | Stade Dinamo, Minsk       |                           |
| 12 octobre 2018 20:45 CEST | Saroka 43e  | (1 - 0) |            | Arbitrage : Ali Palabıyık | Arbitrage : Ali Palabıyık |
| 12 octobre 2018 20:45 CEST | Rapport     |         |            | Arbitrage : Ali Palabıyık | Arbitrage : Ali Palabıyık |

|  | Moldavie        | 2 - 0   | Saint-Marin | Stade Zimbru, Chișinău         |                                |
|  | Gînsari 31e 67e | (1 - 0) |             | Arbitrage : Bryn Markham-Jones | Arbitrage : Bryn Markham-Jones |
|  | Rapport         |         |             | Arbitrage : Bryn Markham-Jones | Arbitrage : Bryn Markham-Jones |

| 4e journée                 | Biélorussie | 0 - 0 | Moldavie | Stade Dinamo, Minsk      |                          |
| 15 octobre 2018 20:45 CEST |             |       |          | Arbitrage : Kevin Clancy | Arbitrage : Kevin Clancy |
| 15 octobre 2018 20:45 CEST | Rapport     |       |          | Arbitrage : Kevin Clancy | Arbitrage : Kevin Clancy |

|  | Luxembourg                            | 3 - 0   | Saint-Marin | Stade Josy-Barthel, Luxembourg  |                                 |
|  | Turpel 4e · Sinani 65e · V. Thill 73e | (1 - 0) |             | Arbitrage : Aleksandrs Golubevs | Arbitrage : Aleksandrs Golubevs |
|  | Rapport                               |         |             | Arbitrage : Aleksandrs Golubevs | Arbitrage : Aleksandrs Golubevs |

| 5e journée                 | Saint-Marin | 0 - 1   | Moldavie     | Stadio Olimpico, Serravalle  |                              |
| 15 novembre 2018 20:45 CET |             | (0 - 0) | 78e Damașcan | Arbitrage : Georgios Kominis | Arbitrage : Georgios Kominis |
| 15 novembre 2018 20:45 CET | Rapport     |         |              | Arbitrage : Georgios Kominis | Arbitrage : Georgios Kominis |

|  | Luxembourg | 0 - 2   | Biélorussie    | Stade Josy-Barthel, Luxembourg |                              |
|  |            | (0 - 1) | 37e 54e Dragun | Arbitrage : Serdar Gözübüyük   | Arbitrage : Serdar Gözübüyük |
|  | Rapport    |         |                | Arbitrage : Serdar Gözübüyük   | Arbitrage : Serdar Gözübüyük |

| 6e journée                 | Moldavie           | 1 - 1   | Luxembourg | Stade Zimbru, Chișinău       |                              |
| 18 novembre 2018 18:00 CET | Gînsari 58e (pen.) | (0 - 0) | 70e Bensi  | Arbitrage : Adrien Jaccottet | Arbitrage : Adrien Jaccottet |
| 18 novembre 2018 18:00 CET | Rapport            |         |            | Arbitrage : Adrien Jaccottet | Arbitrage : Adrien Jaccottet |

|  | Saint-Marin | 0 - 2   | Biélorussie            | Stadio Olimpico, Serravalle   |                               |
|  |             | (0 - 1) | 8e Dragun · 52e Saroka | Arbitrage : Giorgi Kruashvili | Arbitrage : Giorgi Kruashvili |
|  | Rapport     |         |                        | Arbitrage : Giorgi Kruashvili | Arbitrage : Giorgi Kruashvili |

### Groupe 3
| Rang | Équipe      | Pts | J | G | N | P | Bp | Bc | Diff |  | Résultats (▼ dom., ► ext.) |     |     |     |     |
| ---- | ----------- | --- | - | - | - | - | -- | -- | ---- |  | -------------------------- | --- | --- | --- | --- |
| 1    | Kosovo      | 14  | 6 | 4 | 2 | 0 | 15 | 2  | +13  |  | Kosovo                     |     | 4-0 | 2-0 | 3-1 |
| 2    | Azerbaïdjan | 9   | 6 | 2 | 3 | 1 | 7  | 6  | +1   |  | Azerbaïdjan                | 0-0 |     | 2-0 | 1-1 |
| 3    | Îles Féroé  | 5   | 6 | 1 | 2 | 3 | 5  | 10 | -5   |  | Îles Féroé                 | 1-1 | 0-3 |     | 3-1 |
| 4    | Malte       | 3   | 6 | 0 | 3 | 3 | 5  | 14 | -9   |  | Malte                      | 0-5 | 1-1 | 1-1 |     |

| 1re journée                 | Azerbaïdjan | 0 - 0 | Kosovo | Stade olympique de Bakou, Bakou                    |                                                    |
| 7 septembre 2018 18:00 CEST |             |       |        | Spectateurs : 19 500 Arbitrage : Ola Hobber Nilsen | Spectateurs : 19 500 Arbitrage : Ola Hobber Nilsen |
| 7 septembre 2018 18:00 CEST | Rapport     |       |        | Spectateurs : 19 500 Arbitrage : Ola Hobber Nilsen | Spectateurs : 19 500 Arbitrage : Ola Hobber Nilsen |

|            | Îles Féroé                                 | 3 - 1   | Malte      | Tórsvøllur, Torshavn                             |                                                  |
| 20:45 CEST | Edmundsson 31e · Joensen 38e · Hansson 52e | (2 - 1) | 42e Mifsud | Spectateurs : 3 234 Arbitrage : Ville Nevalainen | Spectateurs : 3 234 Arbitrage : Ville Nevalainen |
| 20:45 CEST | Rapport                                    |         |            | Spectateurs : 3 234 Arbitrage : Ville Nevalainen | Spectateurs : 3 234 Arbitrage : Ville Nevalainen |

| 2e journée                   | Kosovo                 | 2 - 0   | Îles Féroé | Stade de Fadil Vokrri, Pristina                 |                                                 |
| 10 septembre 2018 20:45 CEST | Zeneli 50e · Nuhiu 55e | (0 - 0) |            | Spectateurs : 12 677 Arbitrage : Bart Vertenten | Spectateurs : 12 677 Arbitrage : Bart Vertenten |
| 10 septembre 2018 20:45 CEST | Rapport                |         |            | Spectateurs : 12 677 Arbitrage : Bart Vertenten | Spectateurs : 12 677 Arbitrage : Bart Vertenten |

|  | Malte            | 1 - 1   | Azerbaïdjan         | Ta' Qali Stadium, Ta' Qali                       |                                                  |
|  | Agius 10e (pen.) | (1 - 1) | 26e Khalilzada (en) | Spectateurs : 4 500 Arbitrage : Nikola Dabanović | Spectateurs : 4 500 Arbitrage : Nikola Dabanović |
|  | Rapport          |         |                     | Spectateurs : 4 500 Arbitrage : Nikola Dabanović | Spectateurs : 4 500 Arbitrage : Nikola Dabanović |

| 3e journée                 | Îles Féroé | 0 - 3   | Azerbaïdjan                          | Tórsvøllur, Torshavn      |                           |
| 11 octobre 2018 20:45 CEST |            | (0 - 1) | 28e 86e (pen.) Almeida · 67e Nazarov | Arbitrage : Aleksei Eskov | Arbitrage : Aleksei Eskov |
| 11 octobre 2018 20:45 CEST | Rapport    |         |                                      | Arbitrage : Aleksei Eskov | Arbitrage : Aleksei Eskov |

|  | Kosovo                       | 3 - 1   | Malte     | Stade de Fadil Vokrri, Pristina |                          |
|  | Kololli 30e 81e · Muriqi 68e | (1 - 0) | 51e Agius | Arbitrage : Tamás Bognár        | Arbitrage : Tamás Bognár |
|  | Rapport                      |         |           | Arbitrage : Tamás Bognár        | Arbitrage : Tamás Bognár |

| 4e journée                 | Azerbaïdjan    | 1 - 1   | Malte           | Stade olympique de Bakou, Bakou |                        |
| 14 octobre 2018 18:00 CEST | Abdullayev 53e | (0 - 1) | 37e Muscat (en) | Arbitrage : Ivan Bebek          | Arbitrage : Ivan Bebek |
| 14 octobre 2018 18:00 CEST | Rapport        |         |                 | Arbitrage : Ivan Bebek          | Arbitrage : Ivan Bebek |

|  | Îles Féroé  | 1 - 1   | Kosovo     | Tórsvøllur, Torshavn         |                              |
|  | 50e Joensen | (0 - 1) | 9e Rashica | Arbitrage : Miroslav Zelinka | Arbitrage : Miroslav Zelinka |
|  | Rapport     |         |            | Arbitrage : Miroslav Zelinka | Arbitrage : Miroslav Zelinka |

| 5e journée                 | Azerbaïdjan               | 2 - 0   | Îles Féroé | Stade olympique de Bakou, Bakou |                              |
| 17 novembre 2018 18:00 CET | Nazarov 18e · Mədətov 28e | (2 - 0) |            | Arbitrage : Demetrios Masias    | Arbitrage : Demetrios Masias |
| 17 novembre 2018 18:00 CET | Rapport                   |         |            | Arbitrage : Demetrios Masias    | Arbitrage : Demetrios Masias |

|  | Malte   | 0 - 5   | Kosovo                                                   | Ta' Qali Stadium, Ta' Qali     |                                |
|  |         | (0 - 1) | 15e Muriqi · 70e Kololli · 78e 80e Avdijaj · 86e Rashica | Arbitrage : Bartosz Frankowski | Arbitrage : Bartosz Frankowski |
|  | Rapport |         |                                                          | Arbitrage : Bartosz Frankowski | Arbitrage : Bartosz Frankowski |

| 6e journée                 | Kosovo                           | 4 - 0   | Azerbaïdjan | Stade de Fadil Vokrri, Pristina |                           |
| 20 novembre 2018 20:45 CET | Zeneli 2e 50e 76e · Rrahmani 61e | (1 - 0) |             | Arbitrage : Benoît Millot       | Arbitrage : Benoît Millot |
| 20 novembre 2018 20:45 CET | Rapport                          |         |             | Arbitrage : Benoît Millot       | Arbitrage : Benoît Millot |

|  | Malte       | 1 - 1   | Îles Féroé | Ta' Qali Stadium, Ta' Qali |                            |
|  | Corbalan 4e | (1 - 1) | 3e Joensen | Arbitrage : Vitali Meshkov | Arbitrage : Vitali Meshkov |
|  | Rapport     |         |            | Arbitrage : Vitali Meshkov | Arbitrage : Vitali Meshkov |

### Groupe 4
| Rang | Équipe            | Pts | J | G | N | P | Bp | Bc | Diff |  | Résultats (▼ dom., ► ext.) |     |     |     |     |
| ---- | ----------------- | --- | - | - | - | - | -- | -- | ---- |  | -------------------------- | --- | --- | --- | --- |
| 1    | Macédoine du Nord | 15  | 6 | 5 | 0 | 1 | 14 | 5  | +9   |  | Macédoine du Nord          |     | 2-0 | 4-0 | 4-1 |
| 2    | Arménie           | 10  | 6 | 3 | 1 | 2 | 14 | 8  | +6   |  | Arménie                    | 4-0 |     | 0-1 | 2-1 |
| 3    | Gibraltar         | 6   | 6 | 2 | 0 | 4 | 5  | 15 | -10  |  | Gibraltar                  | 0-2 | 2-6 |     | 2-1 |
| 4    | Liechtenstein     | 4   | 6 | 1 | 1 | 4 | 7  | 12 | -5   |  | Liechtenstein              | 0-2 | 2-2 | 2-0 |     |

| 1re journée                 | Arménie                       | 2 - 1   | Liechtenstein      | Stade Républicain Vazgen-Sargsian, Erevan |                         |
| 6 septembre 2018 20:45 CEST | Pizzelli 30e · Barseghyan 76e | (1 - 1) | 33e Wolfinger (en) | Arbitrage : Enea Jorgji                   | Arbitrage : Enea Jorgji |
| 6 septembre 2018 20:45 CEST | Rapport                       |         |                    | Arbitrage : Enea Jorgji                   | Arbitrage : Enea Jorgji |

|  | Gibraltar | 0 - 2   | Macédoine du Nord            | Victoria Stadium, Gibraltar |                       |
|  |           | (0 - 2) | 19e Tričkovski · 35e Alioski | Arbitrage : Jens Maae       | Arbitrage : Jens Maae |
|  | Rapport   |         |                              | Arbitrage : Jens Maae       | Arbitrage : Jens Maae |

| 2e journée                  | Macédoine du Nord               | 2 - 0   | Arménie | Philipp II Arena, Skopje          |                                   |
| 9 septembre 2018 18:00 CEST | Alioski 14e (pen.) · Pandev 59e | (1 - 0) |         | Arbitrage : Manuel Schüttengruber | Arbitrage : Manuel Schüttengruber |
| 9 septembre 2018 18:00 CEST | Rapport                         |         |         | Arbitrage : Manuel Schüttengruber | Arbitrage : Manuel Schüttengruber |

| 20:45 CEST | Liechtenstein              | 2 - 0   | Gibraltar | Rheinpark Stadion, Vaduz    |                             |
|            | Salanović 32e · Wieser 72e | (1 - 0) |           | Arbitrage : Alan Mario Sant | Arbitrage : Alan Mario Sant |
|            | Rapport                    |         |           | Arbitrage : Alan Mario Sant | Arbitrage : Alan Mario Sant |

| 3e journée                 | Arménie | 0 - 1   | Gibraltar               | Stade Républicain Vazgen-Sargsian, Erevan |                        |
| 13 octobre 2018 18:00 CEST |         | (0 - 0) | 50e (pen.) J. Chipolina | Arbitrage : Fedayi San                    | Arbitrage : Fedayi San |
| 13 octobre 2018 18:00 CEST | Rapport |         |                         | Arbitrage : Fedayi San                    | Arbitrage : Fedayi San |

| 20:45 CEST | Macédoine du Nord                             | 4 - 1   | Liechtenstein   | Philipp II Arena, Skopje     |                              |
|            | Trajkovski 10e 30e · Pandev 36e · Alioski 67e | (3 - 1) | 37e Yildiz (en) | Arbitrage : Roi Reinshreiber | Arbitrage : Roi Reinshreiber |
|            | Rapport                                       |         |                 | Arbitrage : Roi Reinshreiber | Arbitrage : Roi Reinshreiber |

| 4e journée                 | Arménie                                                         | 4 - 0   | Macédoine du Nord | Stade Républicain Vazgen-Sargsian, Erevan |                                  |
| 16 octobre 2018 18:00 CEST | Pizzelli 12e · Movsisyan 67e · Ghazaryan 81e · Mkhitaryan 90+4e | (1 - 0) |                   | Arbitrage : Martin Strömbergsson          | Arbitrage : Martin Strömbergsson |
| 16 octobre 2018 18:00 CEST | Rapport                                                         |         |                   | Arbitrage : Martin Strömbergsson          | Arbitrage : Martin Strömbergsson |

|            | Gibraltar                           | 2 - 1   | Liechtenstein | Victoria Stadium, Gibraltar   |                               |
| 20:45 CEST | Cabrera (en) 61e · J. Chipolina 66e | (0 - 1) | 15e Salanović | Arbitrage : Vasilis Dimitriou | Arbitrage : Vasilis Dimitriou |
| 20:45 CEST | Rapport                             |         |               | Arbitrage : Vasilis Dimitriou | Arbitrage : Vasilis Dimitriou |

| 5e journée                 | Gibraltar                   | 2 - 6   | Arménie                                                       | Victoria Stadium, Gibraltar |                            |
| 16 novembre 2018 20:45 CET | De Barr 10e · Priestley 78e | (1 - 1) | 27e 48e 52e 54e Movsisyan · 66e Kartashyan · 90+4e Karapetian | Arbitrage : Kai Erik Steen  | Arbitrage : Kai Erik Steen |
| 16 novembre 2018 20:45 CET | Rapport                     |         |                                                               | Arbitrage : Kai Erik Steen  | Arbitrage : Kai Erik Steen |

|  | Liechtenstein | 0 - 2   | Macédoine du Nord              | Rheinpark Stadion, Vaduz   |                            |
|  |               | (0 - 0) | 53e Bardhi · 90+1e Nestorovski | Arbitrage : Petr Ardeleanu | Arbitrage : Petr Ardeleanu |
|  | Rapport       |         |                                | Arbitrage : Petr Ardeleanu | Arbitrage : Petr Ardeleanu |

| 6e journée                 | Macédoine du Nord                                   | 4 - 0   | Gibraltar | Philipp II Arena, Skopje  |                           |
| 19 novembre 2018 20:45 CET | Bardhi 27e · Nestorovski 67e 80e · Trajkovski 90+2e | (1 - 0) |           | Arbitrage : Daniyar Sakhi | Arbitrage : Daniyar Sakhi |
| 19 novembre 2018 20:45 CET | Rapport                                             |         |           | Arbitrage : Daniyar Sakhi | Arbitrage : Daniyar Sakhi |

|  | Liechtenstein           | 2 - 2   | Arménie                     | Rheinpark Stadion, Vaduz  |                           |
|  | Büchel 44e · Hasler 47e | (1 - 1) | 9e Adamyan · 85e Karapetian | Arbitrage : Alain Durieux | Arbitrage : Alain Durieux |
|  | Rapport                 |         |                             | Arbitrage : Alain Durieux | Arbitrage : Alain Durieux |

## Classement général
Légende des classements
- Promu en Ligue C et accédant au minimum aux barrages des éliminatoires de l'Euro 2020
- Promu en Ligue C

| Classement final de la phase de groupe Mise à jour : 20 novembre 2018, après la 6e journée. \| Ligue D \| Ligue D \| Ligue D \| Ligue D \| Ligue D \| Ligue D \| Ligue D \| Ligue D \| Ligue D \| Ligue D \| Ligue D \| \| Rang \| Nation \| Parcours \| Gr. \| MJ \| G \| N \| P \| Pts \| Bp \| Bc \| \| ------- \| ----------------- \| ------------------------------- \| ------- \| ------- \| ------- \| ------- \| ------- \| ------- \| ------- \| ------- \| \| 1er \| Géorgie \| Meilleur premier de groupe \| 1 \| 6 \| 5 \| 1 \| 0 \| 16 \| 12 \| 2 \| \| 2e \| Macédoine du Nord \| 2e meilleur premier de groupe \| 4 \| 6 \| 5 \| 0 \| 1 \| 15 \| 14 \| 5 \| \| 3e \| Kosovo \| 3e meilleur premier de groupe \| 3 \| 6 \| 4 \| 2 \| 0 \| 14 \| 15 \| 2 \| \| 4e \| Biélorussie \| 4e meilleur premier de groupe \| 2 \| 6 \| 4 \| 2 \| 0 \| 14 \| 10 \| 0 \| \| \| \| \| \| \| \| \| \| \| \| \| \| 5e \| Luxembourg \| Meilleur deuxième de groupe \| 2 \| 6 \| 3 \| 1 \| 2 \| 10 \| 11 \| 4 \| \| 6e \| Arménie \| 2e meilleur deuxième de groupe \| 4 \| 6 \| 3 \| 1 \| 2 \| 10 \| 14 \| 8 \| \| 7e \| Azerbaïdjan \| 3e meilleur deuxième de groupe \| 3 \| 6 \| 2 \| 3 \| 1 \| 9 \| 7 \| 6 \| \| 8e \| Kazakhstan \| 4e meilleur deuxième de groupe \| 1 \| 6 \| 1 \| 3 \| 2 \| 6 \| 8 \| 7 \| \| \| \| \| \| \| \| \| \| \| \| \| \| 9e \| Moldavie \| Meilleur troisième de groupe \| 2 \| 6 \| 2 \| 3 \| 1 \| 9 \| 4 \| 5 \| \| 10e \| Gibraltar \| 2e meilleur troisième de groupe \| 4 \| 6 \| 2 \| 0 \| 4 \| 6 \| 5 \| 15 \| \| 11e \| Îles Féroé \| 3e meilleur troisième de groupe \| 3 \| 6 \| 1 \| 2 \| 3 \| 5 \| 5 \| 10 \| \| 12e \| Lettonie \| 4e meilleur troisième de groupe \| 1 \| 6 \| 0 \| 4 \| 2 \| 4 \| 2 \| 6 \| \| \| \| \| \| \| \| \| \| \| \| \| \| 13e \| Liechtenstein \| Meilleur quatrième de groupe \| 4 \| 6 \| 1 \| 1 \| 4 \| 4 \| 7 \| 12 \| \| 14e \| Andorre \| 2e meilleur quatrième de groupe \| 1 \| 6 \| 0 \| 4 \| 2 \| 4 \| 2 \| 9 \| \| 15e \| Malte \| 3e meilleur quatrième de groupe \| 3 \| 6 \| 0 \| 3 \| 3 \| 3 \| 5 \| 14 \| \| 16e \| Saint-Marin \| 4e meilleur quatrième de groupe \| 2 \| 6 \| 0 \| 0 \| 6 \| 0 \| 0 \| 16 \| |                   |                                 |     |    |   |   |   |     |    |    |
| Ligue D |                   |                                 |     |    |   |   |   |     |    |    |
| Rang | Nation            | Parcours                        | Gr. | MJ | G | N | P | Pts | Bp | Bc |
| 1er | Géorgie           | Meilleur premier de groupe      | 1   | 6  | 5 | 1 | 0 | 16  | 12 | 2  |
| 2e | Macédoine du Nord | 2e meilleur premier de groupe   | 4   | 6  | 5 | 0 | 1 | 15  | 14 | 5  |
| 3e | Kosovo            | 3e meilleur premier de groupe   | 3   | 6  | 4 | 2 | 0 | 14  | 15 | 2  |
| 4e | Biélorussie       | 4e meilleur premier de groupe   | 2   | 6  | 4 | 2 | 0 | 14  | 10 | 0  |
| |                   |                                 |     |    |   |   |   |     |    |    |
| 5e | Luxembourg        | Meilleur deuxième de groupe     | 2   | 6  | 3 | 1 | 2 | 10  | 11 | 4  |
| 6e | Arménie           | 2e meilleur deuxième de groupe  | 4   | 6  | 3 | 1 | 2 | 10  | 14 | 8  |
| 7e | Azerbaïdjan       | 3e meilleur deuxième de groupe  | 3   | 6  | 2 | 3 | 1 | 9   | 7  | 6  |
| 8e | Kazakhstan        | 4e meilleur deuxième de groupe  | 1   | 6  | 1 | 3 | 2 | 6   | 8  | 7  |
| |                   |                                 |     |    |   |   |   |     |    |    |
| 9e | Moldavie          | Meilleur troisième de groupe    | 2   | 6  | 2 | 3 | 1 | 9   | 4  | 5  |
| 10e | Gibraltar         | 2e meilleur troisième de groupe | 4   | 6  | 2 | 0 | 4 | 6   | 5  | 15 |
| 11e | Îles Féroé        | 3e meilleur troisième de groupe | 3   | 6  | 1 | 2 | 3 | 5   | 5  | 10 |
| 12e | Lettonie          | 4e meilleur troisième de groupe | 1   | 6  | 0 | 4 | 2 | 4   | 2  | 6  |
| |                   |                                 |     |    |   |   |   |     |    |    |
| 13e | Liechtenstein     | Meilleur quatrième de groupe    | 4   | 6  | 1 | 1 | 4 | 4   | 7  | 12 |
| 14e | Andorre           | 2e meilleur quatrième de groupe | 1   | 6  | 0 | 4 | 2 | 4   | 2  | 9  |
| 15e | Malte             | 3e meilleur quatrième de groupe | 3   | 6  | 0 | 3 | 3 | 3   | 5  | 14 |
| 16e | Saint-Marin       | 4e meilleur quatrième de groupe | 2   | 6  | 0 | 0 | 6 | 0   | 0  | 16 |

## Buteurs
Mise à jour : après les rencontres du 20 novembre
| 5 buts - Yura Movsisyan - Stanislav Dragun | 4 buts - Giorgi Chakvetadze - Arber Zeneli | 3 buts - Anton Saroka - René Joensen - Benjamin Kololli - Danel Sinani | - Ezgjan Alioski - Ilija Nestorovski - Aleksandar Trajkovski - Radu Gînsari |

2 buts
- Aleksandre Karapetian
- Marcos Pizzelli
- Richard Almeida
- Dima Nazarov
- Valeri Kazaishvili
- Jaba Kankava
- Joseph Chipolina
- Dennis Salanović
- Donis Avdijaj
- Vedat Muriqi
- Milot Rashica
- Enis Bardhi
- Goran Pandev
- Andrei Agius

1 but
- Jordi Aláez
- Cristian Martínez
- Sargis Adamyan
- Tigran Barseghyan
- Georg Ghazarian
- Artur Kartashyan
- Henrikh Mkhitaryan
- Araz Abdullayev
- Tamkin Khalilzada
- Mahir Mədətov
- Iouri Kovaliov
- Igor Stassevitch
- Jóan Símun Edmundsson
- Hallur Hansson
- Valerian Gvilia
- Giorgi Merebashvili
- Tornike Okriashvili
- George Cabrera
- Tjay De Barr
- Adam Priestley
- Iouri Logvinenko
- Roman Mourtazaïev (en)
- Oralkhan Ömirtaïev (en)
- Ierkeboulan Seïdakhmet (en)
- Ghafoûrjan Suïimbaïev (en)
- Baoûyrjan Tourysbek (en)
- Baqtîar Zaïnoutdinov
- Atdhe Nuhiu
- Amir Rrahmani
- Artūrs Karašausks
- Deniss Rakels
- Marcel Büchel
- Nicolas Hasler
- Sandro Wieser
- Sandro Wolfinger
- Seyhan Yildiz
- Stefano Bensi
- Maxime Chanot
- Aurélien Joachim
- Kevin Malget
- Christopher Martins Pereira
- Olivier Thill
- Vincent Thill
- David Turpel
- Ivan Tričkovski
- Juan Carlos Corbalan
- Michael Mifsud
- Rowen Muscat
- Vitalie Damașcan

1 but contre son camp  (csc)
- Josep Gómes (contre le Kazakhstan)
- Serhi Maly (contre la Géorgie)

## Barrages de la voie de la Ligue D pour l'Euro 2020
Dans chaque ligue, les quatre meilleures équipes n'ayant pas pu se qualifier à l'issue des éliminatoires du Championnat d'Europe 2020 prennent part à des barrages durant le mois de mars 2020. Les places de barrages sont attribuées dans un premier temps aux vainqueurs de chaque groupe. Si, dans le cas échéant, ceux-ci sont déjà qualifiés pour la phase finale de l'Euro, ces places seront attribuées à l'équipe suivante la mieux classée dans la même ligue, et ainsi de suite.  Si dans une ligue, moins de quatre équipes ne sont pas qualifiées pour la phase finale du Championnat d'Europe, les places restantes, par un système de repêchage, sont attribuées à (ou aux) équipe(s) suivante(s) la(les) mieux classée(s) dans la division inférieure (s'il en est de même dans la division inférieure, d'autres équipes seront repêchées dans les divisions plus inférieures, réparties alors, selon leurs classements décroissants, dans les barrages des divisions supérieures). Si le cas échéant toutes les équipes d'une même division sont déjà qualifiées à l'issue des éliminatoires, deux équipes seront de fait qualifiées lors des barrages de la division restante la mieux classée.
Les barrages consistent en deux demi-finales en confrontation unique qui voit l'équipe la mieux classée affronter le quatrième à domicile tandis le deuxième accueille le troisième, suivis d'une finale, entre les deux vainqueurs de ces demi-finales, dont un des deux finalistes sera l'hôte. Les quatre gagnants de ces barrages prendront ainsi part à la phase finale du Championnat d'Europe, signifiant qu'au moins une équipe de chaque division de la Ligue des nations se qualifie pour la compétition.